# ND5型柴油机车
ND5型柴油机车是中国铁路使用的电力传动柴油机车车型之一，由美国通用电气运输系统分公司设计及制造。该型机车是中国为了缓解机车数量不足的燃眉之急，根据技贸结合原则分两批从美国引进的4000马力干线货运用柴油机车，第一批220台机车（编号0001～0220）于1984年7月至12月间制造，第二批202台机车（编号0221～0422）于1985年10月到1986年1月间制造。ND5型机车是以通用电气Dash 7系列的C36-7型柴油机车为原型，根据中国铁路的技术条件和使用环境而修改设计的出口车型，机车装用一台通用电气7FDL-16型柴油机，传动系统采用三相交流同步发电机、硅二极管整流装置、直流牵引电动机组成的交—直流电传动装置。
ND5型柴油机车在上海铁路局、济南铁路局、北京铁路局、沈阳铁路局投入运用以后，有效提高了主要干线运用区段的牵引定数和铁路货运量，加快中国铁路繁忙干线内燃化的步伐，缓解了铁路运输能力紧张的情况；配合长交路、轮乘制的实施，大幅提高了机车运用效率。在引进ND5型机车的同时，中国还与通用电气签订了关于机车关键部件制造技术转让、合作改进国产柴油机车的技术合作合同，将ND5型机车的部分先进技术移植到中国国产机车上，这对提高以后中国国产柴油机车的设计制造水平产生了深远的影响。

## 发展历史

### 历史背景
1960年代末，随着中国和美国面临的国际形势急剧变化，中美两国开始向对方表达了缓和关系的意愿。1972年2月，美国总统尼克松访问中国，中美两国联合发表了《上海公报》，开始了中美关系正常化的进程。就在尼克松访华前夕，美国政府宣布进一步放宽对华出口控制， 对华出口商品清单上新增商品包括铁路机车和内燃机在内等工业产品，对中国的出口等级和苏联与大多数东欧国家同等。《上海公报》发表以后，两国之间各方面的交往都迅速增加。美国一些大型企业在美国政府赞助下成立了美中贸易全国委员会（USCBC），以促进和便利美中贸易，推动两国商界的互访和两国经贸关系的发展。早于1970年代中期，通用电气公司便开始尝试打开中国铁路机车的市场。1976年5月，通用电气运输系统分公司首次派出代表团来到中国，与中华人民共和国铁道部、大连机车车辆工厂、二七机车车辆工厂、大连热力机车研究所、株洲电力机车研究所、铁道部科学研究院、铁道部科学技术情报研究所、一机部湘潭电机厂、哈尔滨汽轮机厂等单位举行了技术座谈会，向中国介绍了该公司的柴油机车和电力机车产品及技术情况。1978年，通用电气运输系统分公司再度前往中国举行第二次的技术交流，这些交流活动促使中国邀请通用电气就购买机车的计划进行讨论。
中国在实施改革开放以后，国民经济快速发展，铁路客货运量猛增，铁路运输能力全面紧张，货运能力不足导致各地待运货物物资大量积压，而当时刚刚投入批量生产的东风4型内燃机车，不仅机车数量和生产能力无法满足需求，而且在柴油机、传动系统以及制造工艺等方面也存在较多问题，机车可靠性和生产质量仍有待改进。为了缓和机车运用紧张的局面，中华人民共和国铁道部经研究后决定，按技贸结合原则从国外进口一批大功率柴油机车，并先后派出人员对苏联、加拿大和美国的机车制造工厂进行考察。与此同时，美国对华技术出口管制也开始逐步放松。1983年6月，美国政府宣布将中国提升为“友好的非盟国”待遇（Friendly but non-aligned），列入同其他大部分西方国家和发展中国家并列的V组。这一政策变化大大提高了美国企业可向中国出口的技术和产品的技术水平，促进了美国对华技术与产品的出口。

### 技术谈判
1979年1月1日，美国和中华人民共和国正式建立外交关系。1979年1月20日，也就是时任中华人民共和国国务院副总理邓小平应美国总统卡特邀请访问美国的前夕，中国向通用电气提交了关于机车采购意向和技术条件的文件，正式就大功率柴油机车引进项目展开谈判。在整个谈判过程中，中方派出的代表来自铁道部机务局、铁道部工业总局和中国机械进出口总公司。由于这次订单金额庞大且外商竞争激烈，中国一开始就把技术转让设定为谈判的先决条件，对于中国提出转让机车零部件制造技术和材料加工技术的要求，通用电气公司表示一概答应，但并不打算在中国直接投资建设生产设备。谈判的另一个重点是通用电气公司从中国购买机车零配件的问题，由于中国改革开放初期急需从国外引进大量技术设备，用来满足进口用汇需求的国家外汇储备日益见拙，因此中方希望通用电气公司采用和购买一些中国制造的机车配件，以此弥补部分引进机车所耗费的外汇资金。通用电气公司则提出了向中国订购铸钢转向架构架的建议，由美方向中国的工厂提供图纸和工艺技术，制造过程中派技术人员来华指导，并开出了一个让中国有利可图的价格。1982年，戚墅堰机车车辆厂得到通用电气公司委托制作整体铸造式转向架构架的订单。
整体而言，通用电气在谈判过程中比较通融，技术要求和合同条款也尽量满足中国的要求。经过反复比较后，中国最后选定了通用电气运输系统分公司的C36-7型柴油机车。C36-7型机车是通用电气公司于1978年推出的大功率柴油机车，也是通用电气Dash 7系列产品中最后一种车型。为了适应中国铁路的技术条件和使用环境，出口中国的C36-7型机车与美国本土的同型机车稍有差异，其中最主要的改变是机车整备重量。由于中国铁路线路基础设施的轴重限定值低于美国，因此出口车型的整备重量（304,235磅，138公吨或152短吨）大约只有美国本土车型（420,000磅，190公吨或210短吨）的三分之二，机车轴重为50,705磅（23公吨或25.3短吨），主要通过大幅度减少油、水、砂等消耗品的容量，以及将机车长度从67英尺3英寸（20.50米）缩短到65英尺4英寸（19.9米）来实现减重。机车重量下降的同时也会导致牵引力相应下降，通用电气在计算牵引力时采用了0.30的计算粘着系数。此外，有别于美国本土机车早已广泛使用的整体式车轮，出口中国的机车仍然使用带轮箍的组合式车轮。

### 引进过程
1983年10月31日，中国向通用电气公司订购首批220台C36-7型柴油机车的销售合同和10种柴油机车关键部件制造技术的技术转让合同在北京签订，合同金额为210,276,000美元，随车配件合同金额为9,558,000美元，这批机车计划在1984年开始交付。这对当时处于不景气状态的通用电气机车部门无疑是一笔重要的大订单，通用电气发言人表示这是该公司收到“单一生产批次的单笔最大订单”（single biggest order for a single production run），并可为位于宾夕法尼亚州的伊利工厂创造数百个就业职位。由于1980年代初的美国国内经济增长乏力，加上《斯塔格斯铁路法》的实施带来的铁路公司并购潮，美国主要铁路公司的新车采购需求都十分疲弱，而且通用电气还刚刚投资了超过3亿美元来更新伊利工厂的设备，因此即使利润微薄（通用电气为中国提供了非常优惠的价格，平均每台机车的销售价格约为98万美元，这也是双方协定对外公布交易时不透露成交价格的原因），通用电气公司也极其希望获得这笔来自中国的订单，这样工厂就能维持开工直到美国机车市场回暖。
踏入1980年代，中国铁路客货运量增长迅速，主要干线的运输能力已临近极限，加快牵引动力改革成为中国铁路面临的迫切任务。与通用电气公司签订首批220台柴油机车的订购合同后不久，中国铁道部便经报国务院批准向国外订购第二批200台大功率柴油机车。除了美国的通用电气和易安迪公司之外，其他来自西德和日本的机车制造商也前来提交了产品报价。由于通用电气同意由中国提供部分转向架铸钢件，加上基于前几年的谈判双方发展出的友好关系，第二笔订单的谈判过程要比之前简单快捷得多，双方仅用两个月时间就达成了交易协议。1985年4月24日，中国机械进出口总公司和通用电气运输系统分公司签订了出口机车配件和购买干线柴油机车的贸易合同，中国向通用电气公司购买200台C36-7型柴油机车，通用电气公司则向中国购买价值280万美元的机车配件（2400个机车轮对），机车合同金额为188,940,000美元，随车配件合同金额为15,300,000美元。前后两批机车合计总值为4.24亿美元，也是当时中国铁路最大规模的技术设备引进项目（机车交付期间美元对人民币汇率不断上升，由1984年开始交货时的1美元兑2.7人民币，到了1987年交付最后一批机车时已经上升至1美元兑3.74人民币）。同时，中国铁道部并与通用电气公司签订了关于合作改进东风4型柴油机车、建立进口柴油机车大修工厂以及机车制造管理培训的技术转让合同。根据双方签订的贸易合同，在第二批进口的220台机车当中，75台机车的转向架由大同机车工厂自行制造和组装。1984年4月，铁道部派出机车转向架赴美考察组，前往伊利工厂学习机车转向架制造技术和生产工艺，所有转向架于1984年7月至1985年3月间制造完成。
出口到中国的C36-7型机车在中国铁路系统内被定型为ND5型柴油机车，其中“N”代表内燃机车，“D”代表电力传动，“5”代表中国第五种进口电传动内燃机车。通用电气为ND5型机车负责三年或60万公里的保证期，期间派员来华进行售后技术服务，发生的一切质量技术问题由其赔偿。首批共74台ND5型机车于1984年9月运抵中国天津港，其中0002号机车于天津港卸船时由于起吊重心错误而落水，打捞上岸经过修复后恢复正常使用。另一批共104台ND5型机车于1984年11月运抵中国上海港，其中0111号机车于1984年11月1日在弗吉尼亚州纽波特纽斯装船时因吊车钢缆折断而落水报废，通用电气公司事后还戏称他们正在试验名为尼莫船长（Captain Nemo）的“潜水火车”。第一批共220台ND5型机车于1984年内交付完毕。第二批共200台ND5型机车于1986年1月至1987年期间交付。第二批机车根据在中国的实际运用情况和第一批机车存在的缺陷，对机车的多项设备和零部件作出了改进。第一批机车（又称ND5-I型）车号为0001～0220，共计220台，车身涂装为翠绿色；第二批机车（又称ND5-II型）车号为0221～0422，共计202台，车身涂装为墨绿色，其中0421、0422号机车是为了替补于1984年卸船时落水的0002、0111号机车，由通用电气公司新造的ND5型机车（报废的0111号机车后来亦被运往中国，移交给南京东机务段供司机教学和实习之用）。

### 验收试验
1985年4月至8月，铁道部科学研究院机车车辆研究所与济南铁路局、上海铁路局合作，在第一批进口的ND5型机车当中抽选了两台机车，按照IEC标准和合同技术条件规定进行了验收试验，首先在北京环形铁道上对济南西机务段的ND5型0121号机车进行了水阻定置、牵引热工性能、经济性能和制动性能等试验，随后又在南京东机务段对该段配属的ND5型0197号机车进行了冷却性能、牵引发电机温升及柴油机起动能力等试验，并在沪宁铁路上完成了单机制动距离试验。第一批的ND5型机车在牵引热工试验过程中，发现柴油机实际装车功率只有3630马力，远低于订货合同中规定的4000马力，分析后确定原因出自于双方对柴油机功率修正系数计算上的差异。中国提交的订货合同使用国际铁路联盟（UIC）规定标准条件，而通用电气则使用美国铁路协会（AAR）的计算基准，若果按照后者的标准来作功率修正，柴油机装车功率则为4000马力。此外，第一批机车的粘着性能亦未能达到预期标准，主要是因为“警哨”粘着控制系统不够稳定所致。
通用电气根据第一批机车的试验结果和在中国的实际运用情况，针对第二批机车的功率控制系统和粘着控制系统作出改良，机车付运之前也在通用电气的试验线上进行了专门的测试。1986年，铁道部科学研究院又在第二批进口的ND5型机车当中，抽选了ND5型0388号机车来进行牵引性能和电阻制动性能等试验，这次试验得到了令人满意的结果。第二批机车上的司机控制器级位，其第七和第八位所对应的柴油机输出功率，分别比第一批机车调高了100马力和330马力，使柴油机装车功率（按UIC标准规定修正）提升至4035马力。同年11月，铁道部科学研究院在金千铁路金华至溪西间，对ND5型0254号机车进行了小半径曲线通过性能试验。

### 运用历史
由于进口机车的主要目的是贯通津浦铁路、支援晋煤外运、疏通大连枢纽，ND5型柴油机车自1984年起开始大量配属上海铁路局南京东机务段（上局宁东段）、济南铁路局济南西机务段（济局西段）、北京铁路局丰台机务段（京局丰段）及沈阳铁路局大连机务段（沈局连段）。

#### 上海铁路局

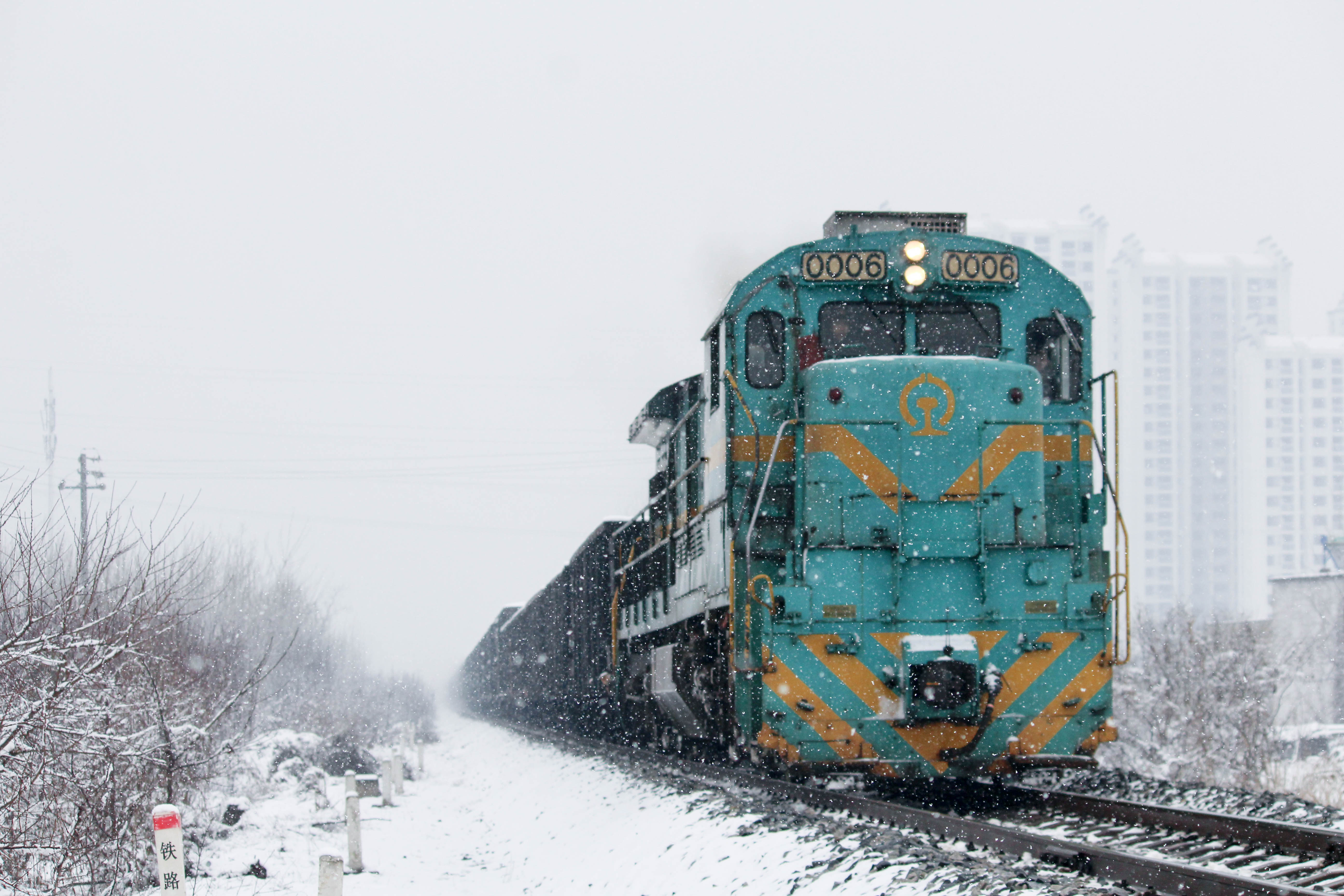
2017年2月，ND5型0006号机车牵引列车顶着大雪通过水蚌线姜桥站，该机车于2019年11月在海安折返段拆解

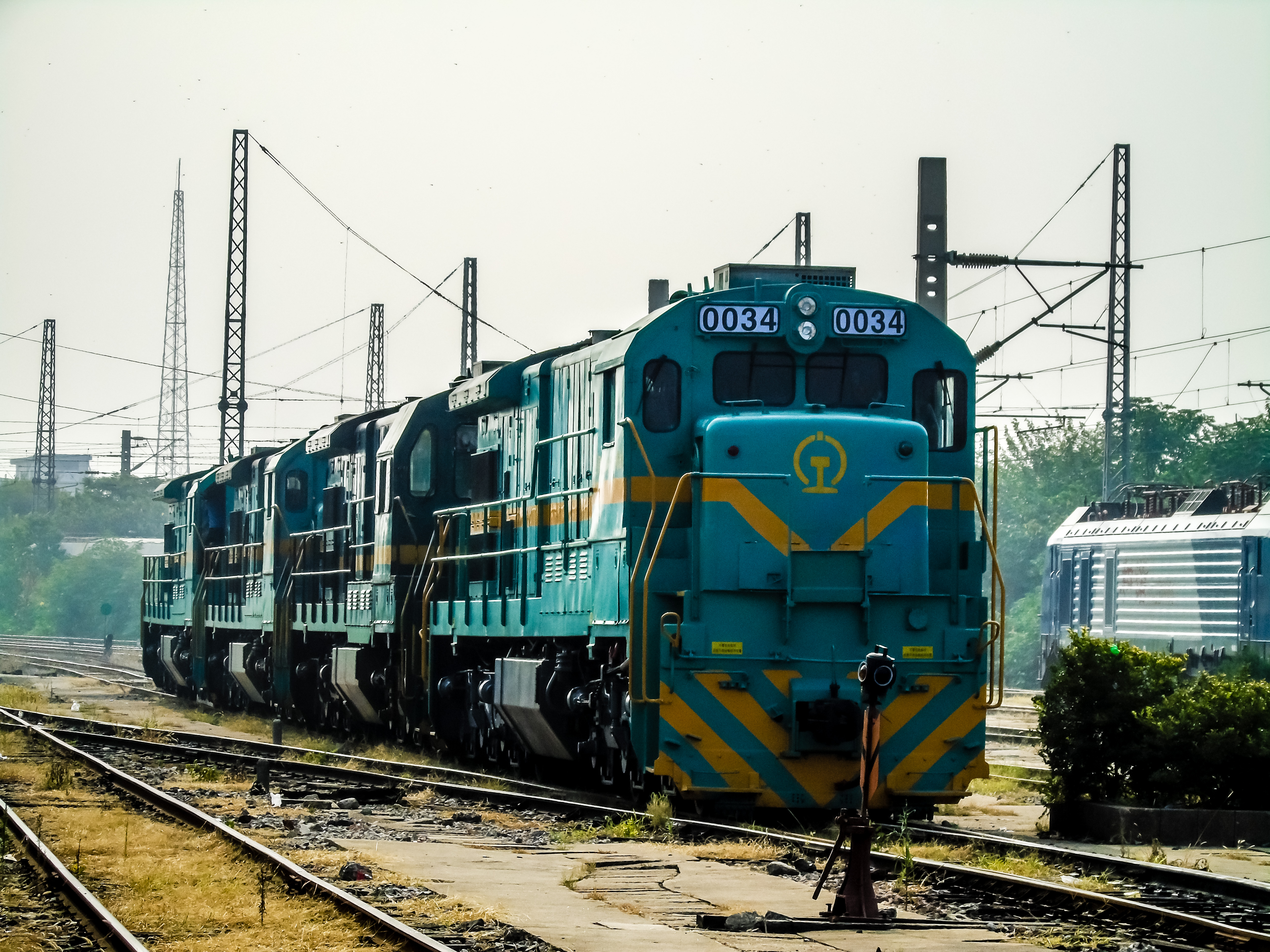
2017年7月，蚌埠运用车间进行整备的ND5型机车

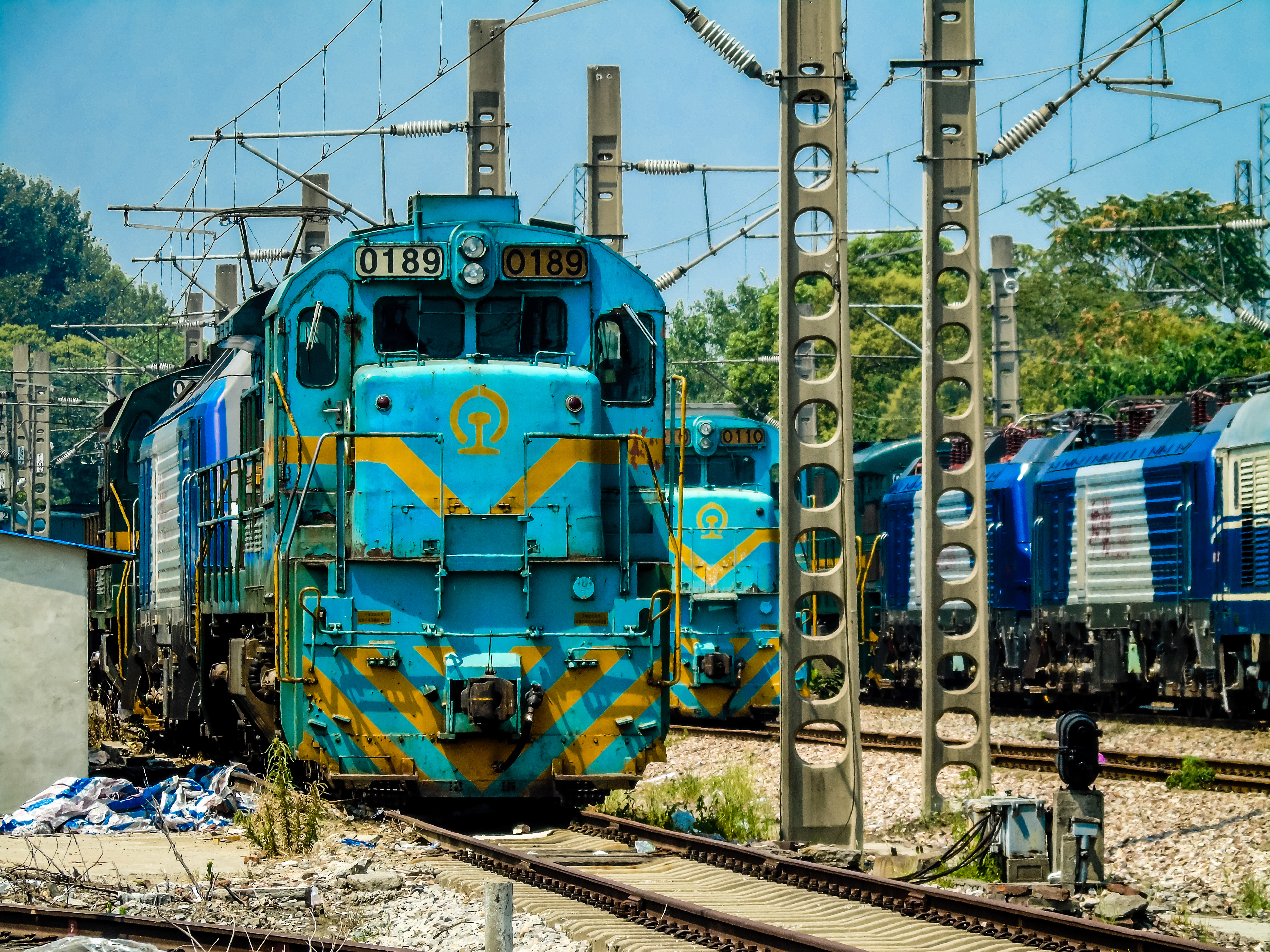
2017年7月，南京东机务段内的ND5型机车和HXD2B型电力机车

1984年10月，上海铁路局南京东机务段配属首批20台ND5型机车，0003号机车为首台投入运用的ND5型机车，到达南京东机务段并安装中国铁路机车信号、自动停车装置、列车无线调度电话等设备后，于1984年10月15日在沪宁铁路首次担当货物列车牵引任务。南京东机务段的ND5型机车投入津浦铁路运用后，该段的货运机车交路由南京东至蚌埠东延长至徐州（当时徐州铁路枢纽正在进行扩建改造工程，新建的徐州北编组站于1990年建成运营），同时改变了以往一直保持的机车包乘制度，由蚌埠机务段支配部分机车实行长交路轮乘制，南京东至蚌埠东之间由南京东机务段司机值乘，蚌埠东至徐州由蚌埠机务段司机值乘。此外，南翔机务段亦支配运用南京东机务段的部分ND5型机车，担当沪宁铁路南翔至南京东和沪杭铁路南翔至乔司的货物列车牵引任务，取代了KD7型蒸汽机车、前进型蒸汽机车和东风4型柴油机车。南京东机务段由蒸汽机车向内燃机车转型后，津浦铁路和沪宁铁路的运输能力得到大幅增长，沪宁线货物列车牵引定数由原来的上行3000吨、下行3400吨分别提高到3400吨、3800吨，津浦线南京东—蚌埠东—徐州北的牵引定数由上行2900吨、下行3500吨分别提高到3400吨、4000吨。1987年4月，符夹铁路蚌埠东至青龙山区段的货物列车亦改用ND5型机车牵引。
1990年代初，作为上海铁路局和济南铁路局局界的符离集分界口，已经成为了津浦铁路全线最主要的卡口，该区段的货运通过能力已经达到饱和。1992年8月，为了进一步提高津浦线货物列车重量和货运密度，铁道部决定在津浦线徐州北至南京东间开行5200吨重载列车，每列列车由两台ND5型机车重联牵引，初期每日开行4对，逐渐增加到每日8对，至1994年9月1日起每日开行16对（包含济南西至南翔的4对）。南京东机务段配属的ND5型机车亦与日俱增，由1991年172台增加到1994年192台（1992年从北京铁路局灵丘机务段调入20台），并将其中40台机车重联组合，组成20组重载列车专用机车组。同时，由于南翔机务段配属的东风4B型柴油机车逐渐增多，而固定重联的东风4E型柴油机车于1995年5月投入沪宁线运用，该段需要支配的ND5型机车也相应减少，支配数量由1986年的65台减少至1995年的30台。从1986年到2006年的整整二十年之间，ND5型机车一直都是南京东机务段的主力车型。随着京沪铁路于2006年完成了电气化改造，南京东机务段开始配属韶山4G型电力机车及HXD3型电力机车，而ND5型机车的运用范围也逐步向华东第二通道转移。
为了缓解和分流货运能力极度紧张的京沪铁路，京九铁路、阜淮铁路、淮南铁路、皖赣铁路、宣杭铁路和水蚌铁路组成了由华北进出华东的第二通道。2006年起，上海铁路局根据铁道部安排，将原用于津浦线、沪宁线的ND5型及东风8B型机车转投华东第二通道运用。上海铁路局原本计划将华东第二通道所使用的ND5型机车统一配属给合肥机务段，但由于石德铁路电气化后货物列车牵引定数提高到5000吨，以及京九铁路北段（丰台西至聊城北）亦开行5000吨重载列车，为了达到京九铁路北段与华东第二通道按牵引定数4500吨贯通的目标，使直通货物列车无须在聊城北站进行增减轴作业，铁道部决定在首批计划配属给合肥机务段的ND5型机车当中，抽出55台机车配属给阜阳机务段，担当聊城北至阜阳北的重载交路。自此，合肥机务段和阜阳机务段开始接收大量ND5型机车，两段共同担当华东二通道的货运牵引任务（阜阳北—合肥东—芜湖东），除了从南京东机务段转配的ND5型机车之外，也包括了许多从济南西机务段和大连机务段抽调的机车，高峰时期阜阳及合肥机务段运用的ND5型机车一度多达185台。2007年3月起，华东二通道正式开行由阜阳北至乔司的4500吨重载列车，并由合肥机务段的ND5型机车担当牵引任务。
当ND5型机车的主要舞台走向华东第二通道之后，南京东机务段余下的ND5型机车分属南京东运用车间、南京北运用车间和蚌埠运用车间。南京东运用车间的ND5型机车主要用于牵引宁芜铁路南京东至芜湖东的货物列车、京沪铁路南京东至常州东的摘挂货物列车，以及用于南京周边地区（例如尧栖支线南京东至栖霞山北）的调车及小运转作业。南京北运用车间的ND5型机车主要担当宁启铁路南京东至海安的货物列车。而蚌埠运用车间的ND5型机车则主要用于牵引符夹铁路蚌埠东至青龙山、水蚌铁路蚌埠东至合肥东的货物列车，以及京沪铁路徐州北至蚌埠东、蚌埠东至南京东沿线的摘挂货运任务。在春运等客运机车紧张时期，ND5型机车亦会临时担当蚌埠—淮南、蚌埠—合肥以及蚌埠—阜阳区段的旅客列车牵引任务。
2014年起，上海铁路局已开始逐步报废部分车况欠佳的ND5型机车。2017年，随着华东二通道北段的阜淮铁路和淮南铁路完成电气化改造，南京东机务段和徐州机务段调拨了部分HXD2B型电力机车给合肥机务段，并从合肥机务段抽调部分ND5型机车到南京东机务段，用于汰换状况欠佳的ND5型机车。2019年初，上海铁路局再次调整机务布局，并加快淘汰报废日渐老化的ND5型机车，南京东机务段蚌埠运用车间接收从徐州机务段和合肥机务段转配的东风8B型机车，用以替换ND5型机车。同时，南京东机务段和合肥机务段共同担当宁芜铁路直通货物列车牵引任务，合肥机务段芜湖东运用车间的HXN5型柴油机车直通南京东，南京东机务段乘务员开始学习运用HXN5型机车，ND5型机车的运用范围进一步缩小。
2020年5月起，南京东机务段的ND5型机车不再担当干线货运的牵引任务，但仍然活跃于南京城北环线、林浦支线、宁芜线的小运转任务，以及上海局集团各车站的调车作业。2021年4月21日起，ND5型机车正式退出了宁芜线古雄小运转、城北环线尧化门小运转，该地小运转任务改由南京东机务段的东风8B型机车担当。
2024年12月3日，南京东机务段最后三台ND5型机车（0313,0317,0339号）在宁东段放水放油下线。自此，上海铁路局所有ND5型内燃机车全部停用。

#### 济南铁路局
1984年10月，济南铁路局济南西机务段配属首批ND5型机车，配属数量于1985年为79台，至1986年进一步增加至95台。济南西机务段的ND5型机车主要担当津浦铁路德州至济南西、济南西至徐州（徐州北）区间的货物列车牵引任务，替换了原来使用的东风4型柴油机车和前进型蒸汽机车。1985年1月起，由于机车牵引能力增加，因而取消了济南西至泰安之间下行货物列车的补机，济南西—兖州—徐州北之间的牵引定数由上行2900吨、下行3500吨提高至上行3200吨、下行3700吨。1994年，ND5型机车开始担当济南西至南仓的直通货物列车长交路，开行对数由最初每日5对陆续增加至22对。1995年，为缓解运输能力接近饱和的津浦铁路，济南西至徐州北间每日开行8对5200吨重载货物列车，并由ND5型机车重联牵引。2001年，济南西机务段ND5型机车担当的济南西至南仓间货运长交路，部分列车的牵引定数由单机4000吨提高到双机5000吨。2002年，济南西机务段配属东风8B型柴油机车，担当济南西至南仓间的部分重载货物列车牵引任务。2004年，济南西至徐州北的直通货物列车由单机牵引4000吨提升至双机牵引5000吨。2006年7月起，济南西机务段的ND5型机车担当济南西至丰台西的5000吨重载直通货物列车，替换下来的东风8B型机车投入到胶济铁路使用，当时济南西机务段配属多达141台ND5型机车。2006年下半年，京沪铁路电气化之后济南西机务段开始配属韶山4G型及HXD3型电力机车，京沪线部分货物列车实行电力机车长交路布局调整，济南西机务段的ND5型机车逐步调往上海铁路局并投入华东二通道运用。2011年4月，济南铁路局最后一台ND5型机车被调出。

#### 北京铁路局
1984年11月，北京铁路局丰台机务段开始配属ND5型机车，除了用于牵引京山铁路丰台西至南仓、京广铁路丰台西至石家庄、京原铁路丰台西至灵丘的货物列车之外，亦担当丰沙铁路丰台西至沙城和京包铁路沙城至大同段（简称丰沙大铁路）的晋煤外运重载列车牵引任务，并由张家口机务段支配运用。与此同时，铁道部选择了晋煤外运北通道中的丰沙大铁路和京秦铁路，进行了组合式重载煤炭列车的运转试验。1985年3月20日起，北京铁路局正式开行大同至秦皇岛的7400吨重载组合列车，即是将两列3700吨列车合并成一列运行，列车固定编组为90辆C62A型敞车，前部和中部各有一台ND5型机车牵引，列车从大同西站出发直达秦皇岛东站，煤炭卸车后原列空车返回大同，实行三个机务段跨段轮乘的乘务制度，其中大同至张家口南段由张家口机务段司机值乘，张家口南至双桥段由丰台机务段司机值乘，双桥至秦皇岛东段由南口机务段司机值乘。重载组合列车开行初期为每日1对，同年5月1日起增加至每日5对。1986年4月1日，重载组合列车正式纳入列车运行图，每日开行6对。重载组合列车不仅大幅增加了晋煤外运能力，并且为后来大秦铁路开行重载单元列车累积了经验。
1985年1月，丰沙大铁路电气化改造工程竣工，开始了内燃牵引转向电力牵引的过渡阶段，丰台机务段的ND5型、ND4型柴油机车和丰台西电力机务段的韶山1型电力机车共同担当丰台西—张家口南—大同的货物列车牵引任务。1986年，丰台机务段增配第二批ND5型机车，替换下来东风4型机车转配给保定机务段；同年，灵丘机务段配属25台ND5型机车，担当原平至灵丘的货物列车牵引任务，上行牵引定数由3500吨提高至3800吨。1987年至1990年间，随着从法国进口的8K型电力机车大量配属丰台西电力机务段，北京铁路局的ND5型机车逐步调出，配属数量由1986年的135台减少至1988年的87台，到了1991年减少至79台。1992年，灵丘机务段增配新造的东风4B型柴油机车，该段所属的ND5型机车全部调出，分别转配南京东机务段20台、济南西机务段7台、大连机务段3台。至1994年末，北京铁路局仅余下42台ND5型机车，主要用于京原铁路。1999年，随着丰台机务段增配东风4C型、东风4D型货运机车，北京铁路局的最后11台ND5型机车全部调往上海、沈阳、济南铁路局。

#### 沈阳铁路局

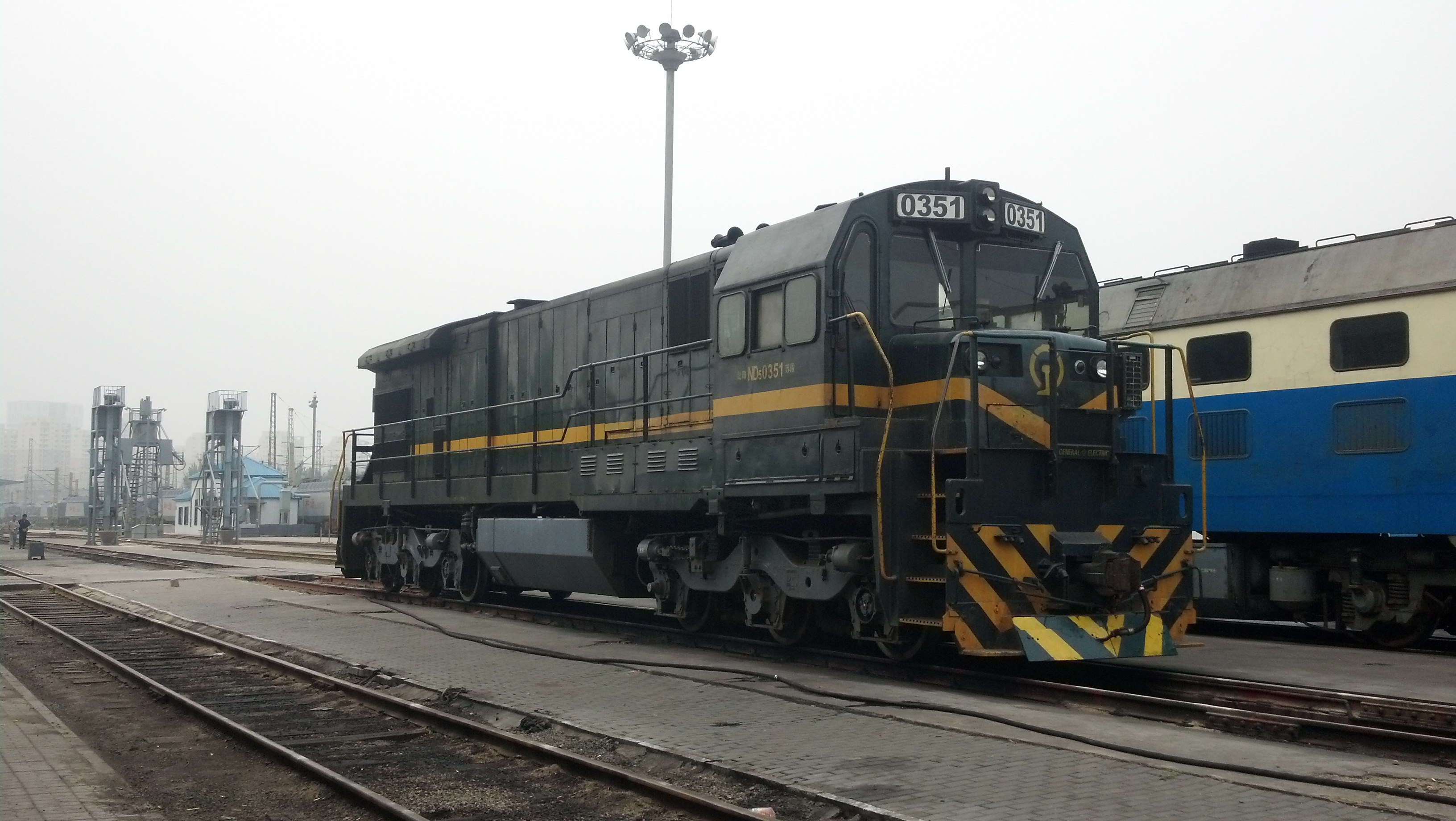
苏家屯机务段内的ND5型0351号机车

1986年8月，沈阳铁路局大连机务段配属ND5型机车41台，主要目的是为疏通大连港及大连铁路枢纽、减少积压货物和提高海铁联运能力。ND5型机车在大连机务段投入运用后，替换了原来使用的前进型蒸汽机车，主要担当沈大铁路大连至大石桥间的货物列车的牵引任务，列车牵引定数为3200吨。1987年，大连机务段增加ND5型机车的跨段继乘范围，货运交路由大连至大石桥延伸至苏家屯（瓦房店机务段支配运用），用34台ND5型机车担当38对直通货物列车的牵引任务，创造了ND5型机车日车公里846公里的全国最高纪录；同时，苏家屯至大石桥区间的货物列车牵引定数由3200吨提高到4000吨，大连至大石桥区间的牵引定数由3200吨提高至3300吨。截至1998年底，沈阳铁路局拥有共75台ND5型机车，分别配属大连机务段、苏家屯机务段和瓦房店机务段。2001年4月，沈大铁路完成电气化改造后，大连机务段开始配属韶山4G型电力机车，逐步替代ND5型机车担当沈大线直通货物列车牵引任务。此后，沈阳铁路局的ND5型机车逐渐退居二线，活跃于大连铁路枢纽、沈丹铁路和沈大铁路沿线车站的调车及小运转任务，包括旅顺支线、营口支线、金庄铁路、金窑铁路、辽溪铁路、溪田铁路和港口专用线等支线铁路。2006年至2011年间，大连机务段的部分ND5型机车被调往上海铁路局并投入华东二通道运用。

### 经济效益
ND5型机车在中国铁路主要干线投入运用后，产生了可观的社会经济效益。ND5型机车的牵引性能远高于同时期国产的东风4B型柴油机车，根据技术经济计算，ND5型机车在12‰限制坡道上可以牵引3200吨，而东风4B型机车只能牵引2700吨，换言之改用ND5型机车之后的线路通过能力比东风4B型机车增加18%左右。与东风4型机车相比，ND5型机车的万吨公里燃油消耗量降低了20%左右，但牵引能力却相当于1.25～1.4台东风4型机车。此外，为了充分发挥ND5型机车行驶时间长和检修间隔周期长的特点，机务段相继实施乘务制度改革，以长交路、轮乘制取代了过往沿用的包乘制，减少了直通货物列车的机车摘挂次数，缩短了机车周转时间、中间站及段内停留时间。由于货物列车牵引定数和运用效率的上升，机车日产量、货运周转量及经济效益亦相应提高。ND5型机车投入运用的第一年，津浦铁路运量增加8.6%，沪宁铁路运量增加11.3%，高于当时全国铁路货运量增长的5.2%。若将运量增长按全国铁路平均收入率计算，ND5型机车单单首年便为上海铁路局带来了1.08亿元人民币的收益。1985年，ND5型机车的日产量（每台货运机车每日生产的总重吨公里数）比全国铁路机车平均日产量高92%，南京东机务段更创造了日产180万吨公里的全路最高水平。至1980年代末，ND5型机车通过近五年的使用期，基本上已经收回了当初的投资。
运用部门根据实际使用经验，普遍认为ND5型机车耗油低但牵引力大，机车设计合理、运用可靠、维护方便，主要部件例如柴油机、牵引电动机、涡轮增压器、辅助传动装置等都具有优异的可靠性，机车上各个系统设有多种类型的安全保护装置，故障发生后能通过灯号通知司机并自动采取相应措施，机车还可以利用电阻制动装置进行自负荷试验，只需用万用表在电子插件板上量度相关电子元件的电压值，作简单换算后即可得到柴油机输出功率、油水温度等28项性能数据，其便利程度远超同时期的国产机车。ND5型机车的引进不仅有效缓解了当时中国铁路对牵引动力的迫切需求，并且大大加速了中国铁路干线牵引动力内燃化。作为中国铁路史上数量最大的进口机车车型，ND5型机车于1987年全部交付之后，占了当时全国内燃机车保有量近十分之一，这些机车投入津浦、丰沙、京原铁路使用后，置换出来的东风4型机车得以被调往京广、浙赣铁路等其他急需柴油机车的干线运用。除此之外，ND5型机车的到来及时填补了中国机车车辆工业制造能力的缺口，使大连机车车辆厂能够在生产东风4B型货运机车的同时，还有余力发展和生产东风4B型客运机车，以解繁忙干线旅客列车扩大编组的燃眉之急。

### 技术转让

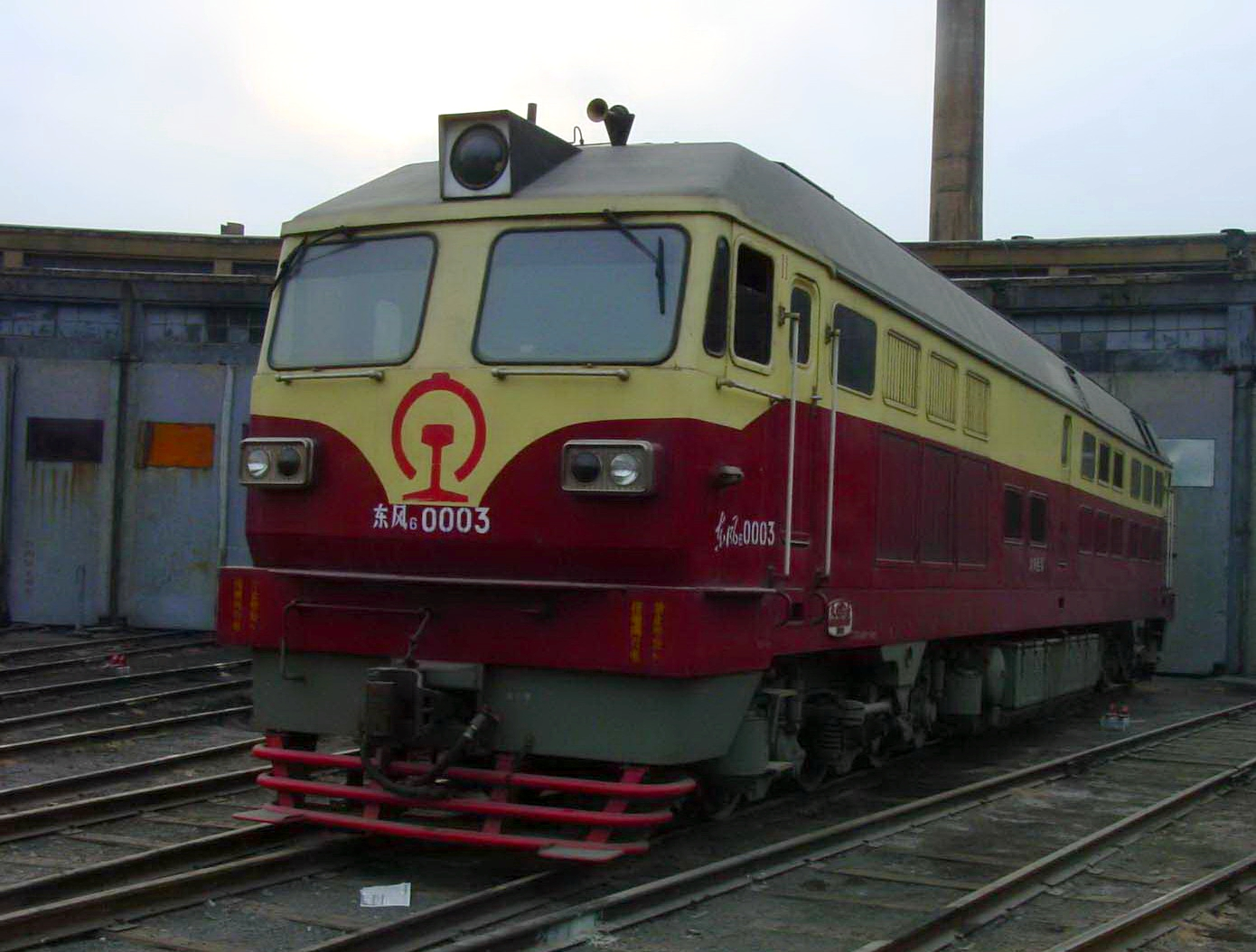
东风6型机车

根据中国与通用电气于1983年10月签订的 《关于机车牵引应用装置技术转让合同》，中国从通用电气公司引进ND5型机车的同时，通用电气公司向中方转让该型机车10种关键部件的制造技术，包括牵引电动机、牵引发电机、电子控制系统、空气滤清器、牵引齿轮、柴油机增压器、汽缸套、活塞环、喷油泵、喷油器等，涉及技术转让合同的工厂包括大连机车车辆厂、永济电机厂、资阳机车厂、戚墅堰机车车辆厂、大同机车厂等七家企业。该技术转让合同经中美双方政府批准后随即生效，商定中方派出技术人员前往美国接受培训，通用电气公司亦派出技术专家来华教学和指导，中方按照美方提供的图纸和工艺技术进行试制生产。1984年3月至4月，铁道部工业总局派出代表团赴美，除了在通用电气运输系统分公司伊利工厂商谈技术转让细节和互派人员计划外，并前往分布在美国八个州的机车零配件制造企业参观考察。1987年8月至1991年6月，从通用电气引进的机车关键部件制造技术全部完成了产品试制，并获得了通用电气公司签署的合格证书。
这次技术引进的重点为通用电气的机车电传动系统，ND5型机车上这些产品的优点恰恰就是当时中国国产机车的技术薄弱环节。当时中国国产柴油机车与国际先进水平的最大差距，表现在机车持续牵引力和最大恒功率速度两个方面。以东风4型为代表的国产电传动柴油机车，最大的不足在于恒功率速度范围狭窄，柴油机功率无法被充分利用，影响高速区持续牵引力的发挥，而通用电气柴油机车的主要特色，便是较大的恒功率调速范围以及完善的恒功率励磁控制系统。1983年起，通用电气公司向永济电机厂转让ND5型机车电机电器制造技术，并向株洲电力机车研究所转让了机车恒功率励磁和防空转系统的制造技术。永济电机厂参考通用电气5GTA24A3型牵引发电机，研制了为东风6型机车配套的JF202型牵引发电机，以及为东风11型机车配套的JF204C型牵引发电机。永济电机厂通过对通用电气5GE752AF8型牵引电动机的国产化，研制了为东风6型及东风10D型机车配套的ZD108型牵引电动机，后来并在此基础上进一步研制了ZD106和ZD109系列牵引电机。株洲电力机车研究所引进了恒功率励磁控制技术后，将其应用于东风9型柴油机车的电子恒功励磁装置。
中国与通用电气公司于1985年签订进口第二批ND5型机车的销售合同时，亦签订了关于合作改进东风4型柴油机车、建立进口柴油机车大修点以及机车制造管理培训的技术转让合同。1985年起，大连机车车辆厂和通用电气公司开始合作研制东风6型柴油机车（当时称为东风4D型柴油机车），机车设计性能指标是以通用电气Dash 8系列的C39-8型柴油机车为参考对象，通过采用由中美合作设计制造的电力传动系统和微机控制系统，使其牵引性能、经济性能和运用可靠性达到1980年代世界先进水平。同时，美国还向中国提供管理技术课程，授课主要内容包括企业生产管理、財务管理，项目管理、信息管理和质量控制等，并学习使用IBM PC执行信息管理工作，中方于1987年选派人员赴美学习信息管理和进行实习。1989年4月，首两台东风6型机车于大连落成出厂并投入试验。但仅仅两个月后中国便发生了六四事件，美国政府对中共镇压学运发出强烈谴责，并宣布对华实施一系列经济制裁。虽然东风6型机车在试验中表现了非常出色的性能，但随着中美关系十年蜜月期的结束，加上机车零部件的国产化遇到了种种困难，东风6型机车最终仍无法投入批量生产，成为六四后流产的中美技术合作项目之一。

## 技术特点

### 总体布置

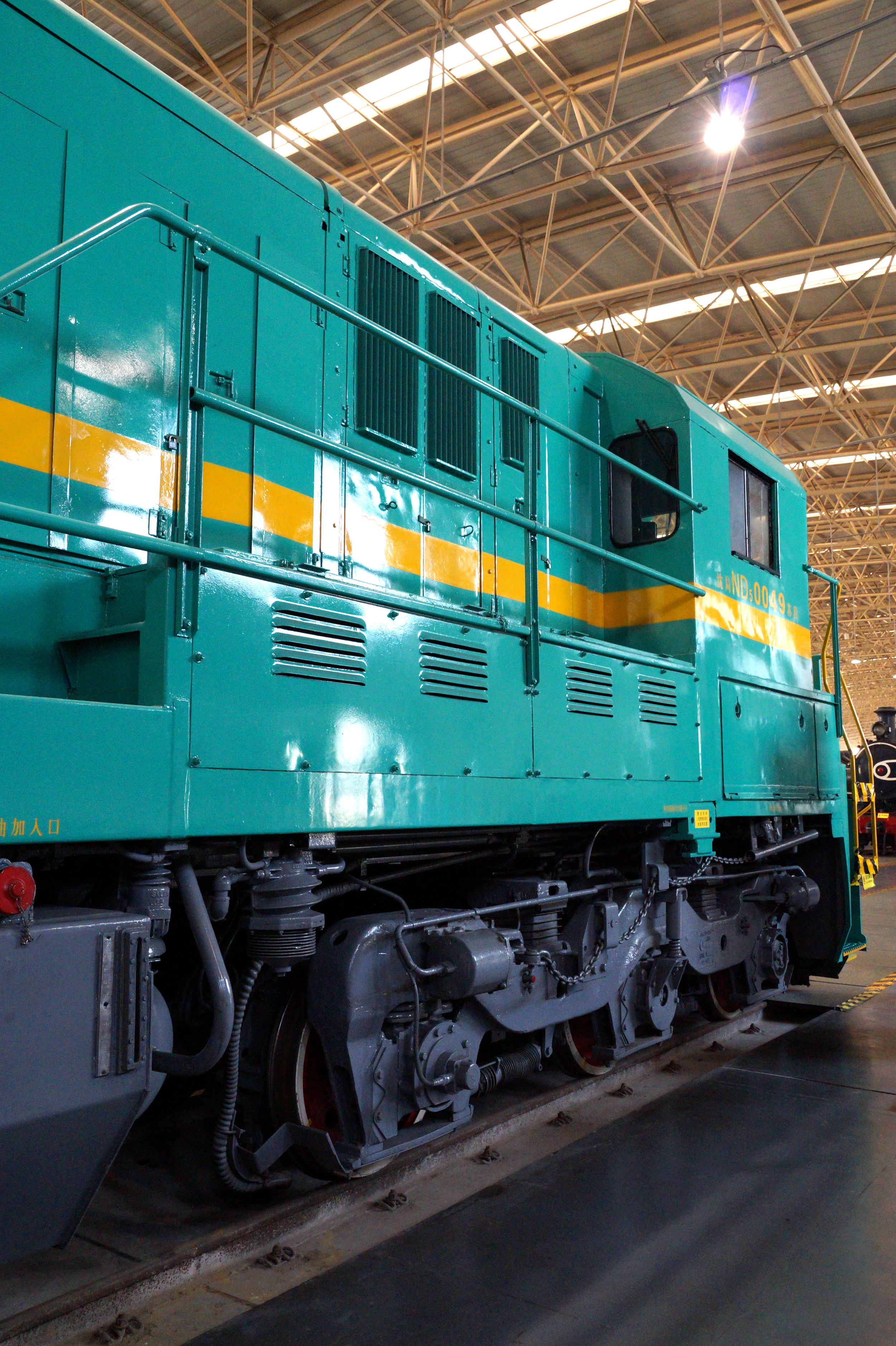
ND5型机车司机室右侧，外走廊和司机室下部的空间分别为蓄电池柜和空气制动柜

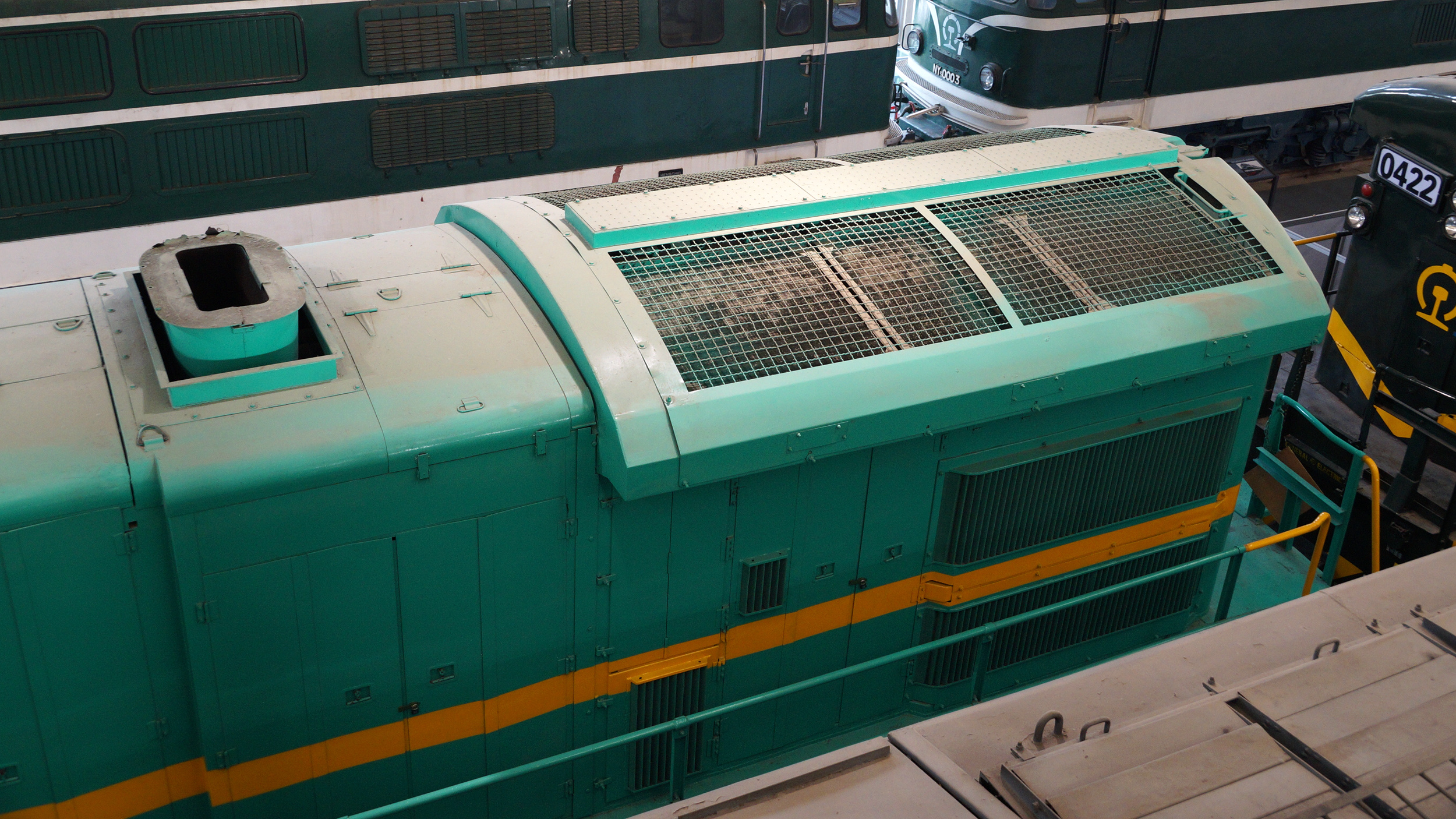
机车冷却室上部的散热器组

ND5型柴油机车是干线客货运的六轴柴油机车，机车标称功率为3,400马力（2,550千瓦），构造速度为118公里/小时，运转整备重量为138吨。机车设计性能具有较广泛的适应性，可在海拔高度8000英尺（2433米）、外温范围-48.3℃～+51.7℃（-55℉～+125℉）、10公里长大隧道内三机重联牵引、大风沙环境下都能正常运行。机车车体采用由钢板和型钢焊接而成的单司机室外走廊罩式结构，车体底架设计刚度足以承受三台机车重联牵引时产生的牵引力。车体长度为18,753毫米，车钩中心线间距为19,913毫米（第一批）／19,935毫米（第二批），车体宽度为3,276.6毫米，车体高度为4,707毫米（第一批）／4,713毫米（第二批）。机车车体从前端到后端依次分别为司机室、电气控制室、动力室和冷却室，司机室前后部分的车体分别被称为短端和长端。动力室部分的车顶设计成折合式活动顶盖，以便拆装车内部件。车体底架两端下部装有两段平板式排障器（第一批）或外凸式排障器（第二批）。在车体底架下面两台转向架之间，吊挂着一个容量为9900升的燃油箱，以及两个总容量为915升的主风缸。蓄电池组装设在右侧外走廊靠近司机室一端的下面。
司机室内在机车正反两个运行方向的左侧都设有操纵台，因此室内有前后两个功能相同的操纵台和仪表盘。在第一批机车上为兼顾嘹望和操纵的方便，司机操纵台采用美国柴油机车常见的45°斜置方式，而第二批机车改为中国机车传统的横向正面布置，增加了司机室的空间。司机室地板右侧下面设有空气制动柜，包括26-L型空气制动机及相关部件；26-L型制动机具有阶段缓解作用，紧急制动时能自动撒砂和切除功率。ND5型机车司机室的操纵性能、舒适程度以及隔音隔热效果都比国产第二代柴油机车优越。司机室前端设有两根防撞梁和砂箱，内壁敷设了玻璃纤维隔音材料。第一批机车的司机室前端设有四扇较小的玻璃窗，前窗玻璃采用热风除霜；第二批机车加大了前窗玻璃以便嘹望，前部砂箱短罩相应降低高度，并改用电热丝发热除霜。此外，司机室内还设有电热取暖装置和电风扇，以及供乘务人员使用的电冰箱、电炉灶。第一批机车在交付时更设有厕所，但第二批机车应中方要求取消了厕所，原空间改为安装三项设备（俗称“三大件”），即机车自动停车装置、机车信号装置和列车无线调度电话装置。 
机车主要电气控制设备分别安装在上下两个电气控制室内。电气上室紧贴于司机室后面，集中安装了所有低电压及发热量较小的电气控制部件，包括励磁可变电阻、电压调整器、励磁显示屏、故障显示屏和各种控制和保护功能的继电器和接触器等。电气下室位于司机室左侧地板和部分左侧外走廊的下面，集中安装了大部分高电压及发热量较大的电气设备，包括牵引电动机的并联接触器及励磁接触器、牵引发电机的电流控制电感器、换向开关、电阻制动开关等。第一批机车的手制动装置手轮设置在前端短罩右侧外面，但来到中国之后运用部门却发现，该手轮经常被爬上机车玩耍的小孩和闲人扳动，因此从第二批机车开始将手制动装置改为倒链式并移至司机室内，而空气制动柜、电气控制室、动力室亦加装锁扣以保安全。
动力室内安装了一套柴油发电机组，整流装置设置在牵引发电机上方。励磁机和辅助发电机安装在牵引发电机前端的齿轮箱上，由牵引发电机输出轴通过齿轮驱动。辅助发电机用于为蓄电池充电；励磁机除了用于为牵引发电机提供励磁外，亦作为照明及控制电路供电之用；在柴油机起动过程中，励磁机和辅助发电机由蓄电池供电，同时作为起动电动机之用。在牵引发电机和电气控制上室之间，设有一台由牵引发电机电枢轴驱动的离心式通风机，为牵引发电机、牵引电动机、硅整流装置等电气设备进行冷却。在柴油机的自由端设有二级空气滤清系统（第一级为多旋流管式惯性空气滤清器，第二级为纸质滤芯空气滤清器）、机油热交换器、机油滤清器、冷却水箱等设备。
位于机车后部的冷却室内设有冷却水系统和散热装置。ND5型机车的冷却水系统采用封闭加压循环，在正常情况下不和大气相通，因而可通过提高水的沸点来提升冷却性能，柴油机出口冷却水温度可达115℃。同时，ND5型机车亦采用了压风式冷却和干式冷却系统，冷却室顶部为A字形布置的六个散热器单节，下面设有一个直径为72英寸的冷却风扇，冷却风扇由柴油机输出轴经电磁离合器驱动，转速根据冷却水温度和柴油机转速自动调节。干式冷却系统设有流体放大器来控制水流，当柴油机停机时散热器内的冷却水自动流回水箱，避免低温环境下冷却水结冰膨胀导致散热器损坏。冷却室车体两侧设有电阻制动装置，吸入冷却室的气流先冷却制动电阻器，然后经过风扇冷却上面的散热器。冷却室下部设有一台空气压缩机，同样由柴油机经联轴器直接驱动。

### 动力系统
ND5型机车装用一台通用电气公司设计制造的7FDL-16型柴油机，这是一款16气缸、四冲程、V型结构、直接喷射、主副连杆结构、废气涡轮增压、增压空气中间冷却的中速柴油机。气缸内径为9英寸（228.6毫米），活塞行程为10.5英寸（266.7毫米），气缸V形夹角为45°，额定转速为每分钟1000转，最低空载转速为每分钟385转，平均有效压力为每平方厘米20.5公斤，UIC标定功率为4000马力（2940千瓦），装车功率为3600马力（2680千瓦），额定工作状况下的燃油消耗量为147.4克/有效马力·小时（200.7克/有效千瓦·小时）。
柴油机机体是由合金铸铁制成，采用主副连杆和四螺栓紧固气缸体总成的结构形式，和并列连杆结构相比不仅缩短了机体长度和简化了结构，亦改善了机体内部的受力和变形状况。有别于一般柴油机上气缸盖和气缸体为单独零件的情况，该型柴油机采用了无紧固螺栓的焊接式钢气缸盖，将气缸盖和气缸水套安装在气缸外套内构成了气缸体总成（Cylinder Assembly），并利用紧固螺栓将每个气缸体总成固定在机体上，这个设计最早被用于1966年推出的U28C型柴油机车。由于气缸体总成采用一缸一体的构造形式，任何一个气缸位置的气缸体总成都是通用的，故柴油机在安装和维修保养时显得特别方便。该型柴油机采用钢顶铝裙的组合式活塞，活塞环采用二道气环和一道油环，活塞采用振荡式油冷，内部设有机油冷却油腔。柴油机采用主副连杆机构作为动力传递机构。曲轴采用合金钢全纤维锻造。柴油机的V形夹角内布置有排气总管和排水总管，柴油机自由端上部设有一台GE 7S1616型涡轮增压器，在其两侧各有一台增压空气中冷器。
ND5型机车设有柴油机监控保护系统（Engine Systems Monitor，ESM），提供柴油机低水压保护、低油压起动保护、柴油机超速保护、曲轴箱过压保护、冷却水及机油过热保护等功能，并能通过故障显示屏和柴油机控制板上的灯号显示机车故障所在，方便乘务人员检查、维护和迅速排除故障。

### 传动系统

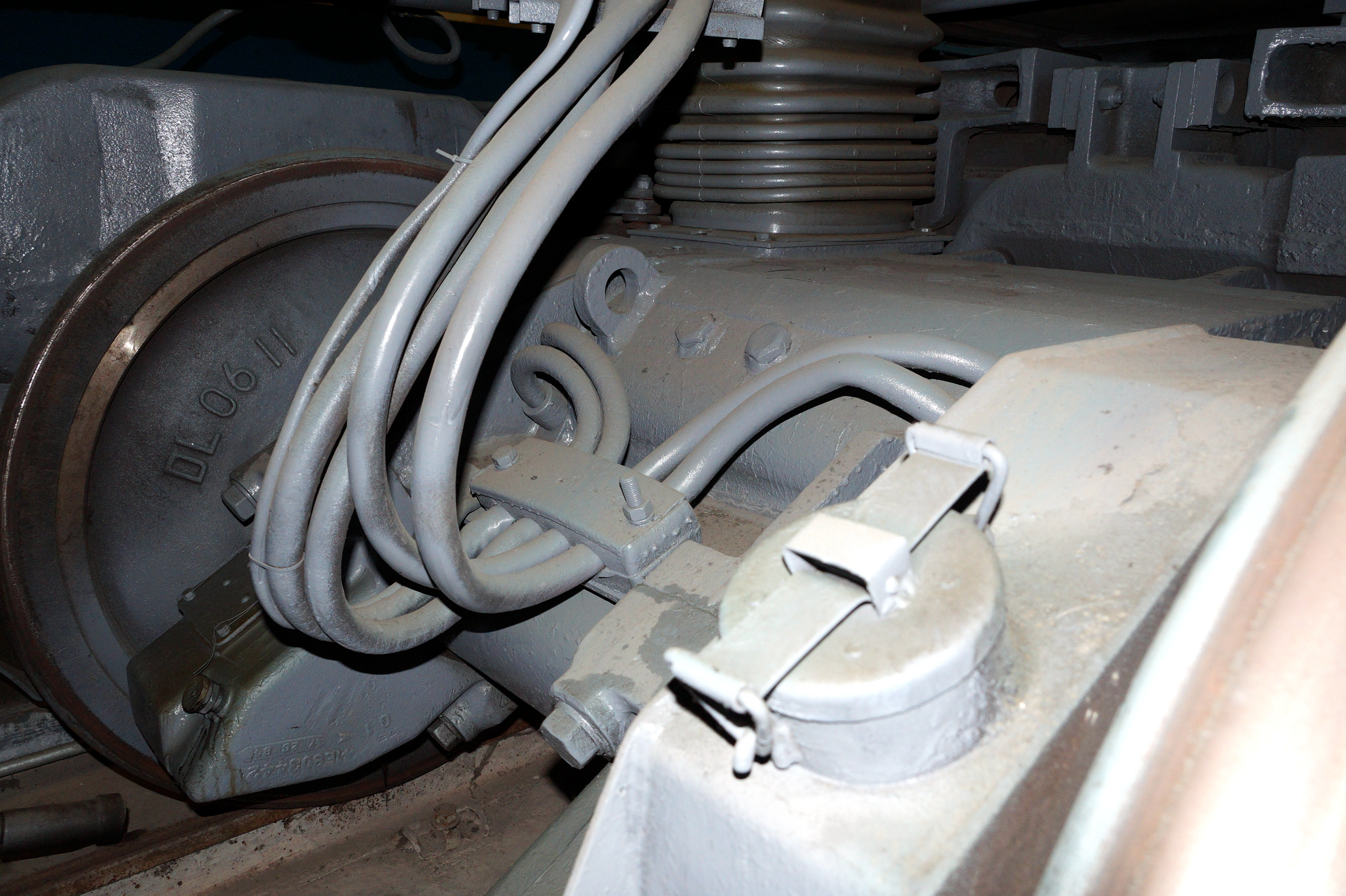
5GE752AF8型牵引电动机

ND5型机车采用交—直流电传动装置，柴油机通过法兰盘直接驱动一台三相交流同步牵引发电机，通过硅整流装置把牵引发电机发出的三相交流电整流为直流电，再将电能输送给两台转向架上的六台并联连接的直流牵引电动机，通过传动齿轮驱动轮对。牵引发电机采用十极、三相、他励的5GTA24A2型（第一批）或5GTA24A3型（第二批）同步交流发电机，额定容量为2596千伏安，额定电压为276伏特，额定电流为5430安培，最大整流电压为1400伏特，最大整流电流为9600安培，额定转速为每分钟1000转，定子和转子绕组绝缘等级分别为H级和F级，冷却方式为自通风式，主发电机净重为6070公斤，5GTA24A3型牵引发电机与前者的差异为提高了定子和转子绕组的最大温升限制。牵引发电机发出的三相交流电由硅整流装置转换成直流电，机车上设有分为两组共六台的FM-464型硅整流装置，采用由风冷式硅二极管元件组成的三相桥式全波整流电路，每台硅整流装置有两个整流桥臂，每一桥臂有六个并联的硅二极管，整台机车共有72个二极管元件，最大直流输出电压为1330伏特。牵引电动机采用5GE752AF8型四极直流串励牵引电动机，额定功率为400千瓦，额定电压为375伏特，额定电流为1180安培，额定转速为每分钟463转，最高转速为每分钟2445转，定子及电枢绝缘等级为H级，冷却方式为强迫通风。该型牵引电动机的特点在于可以承受较大的持续电流，并发挥很大的扭矩输出和牵引力，额定转矩高达8360牛顿·米，而东风4B型机车所使用的ZQDR-410型牵引电动机，额定电流为800安培，额定转矩仅为6027牛顿·米。
为了扩大机车的恒功率速度范围，ND5型柴油机车的电传动系统采用了牵引电动机固定全并联及全磁场调压、牵引发电机双定子绕组串并联转换的设计。同步发电机具有两组独立且相同的三相定子绕组，分别与两组三相桥式全波整流装置相连，并根据机车速度自动控制串并联转换接触器开关。当机车运行速度低于64公里/小时，两组并联输出使牵引发电机发出较大的电流和较低的电压，使牵引电动机能输出较大的扭矩；当机车运行速度达到64公里/小时以上，两组绕组改为串联连接使牵引发电机发出较高的电压和较小的电流，牵引电动机从而能达到较高的转速。这样就可以提高牵引发电机调压比，而无须对牵引电动机实施磁场削弱，使ND5型机车在持续速度（22.2公里/小时）到最高速度（118公里/小时）范围内都能实现恒功率控制，同时避免了因磁场削弱而带来的直流电动机换向恶化的问题。相比之下，同时期的东风4B型柴油机车的恒功率速度范围只有21.6～73.1公里/小时，一旦超过这个速度后传动装置就无法充分利用柴油机发出的功率，导致牵引功率急剧下降。
在电阻制动工况时，牵引电动机变为他励直流发电机工作，六个激磁绕组全部串联并由牵引发电机经硅整流柜供电，牵引电动机发出的电流输入到电阻制动柜，将电能通过电阻器转化为热能消耗掉，制动功率为3,130马力（2,340千瓦）。为了扩展电阻制动的最大制动力范围，每两台牵引电动机的电枢串联连接一组制动电阻，每组制动电阻又分为三级，由CHEC控制系统（下述）根据机车速度自动短接部分电阻，从而在低速范围（32～12公里/小时）内保持基本恒定的制动力。此举大大提升了低速情况下的电阻制动性能，当ND5型机车在平道上单机运行时，仅用电阻制动就可以使机车停下。此外，电阻制动和空气制动系统还设有联锁装置，在电阻制动时无法使用单独制动阀对机车施行空气制动以免擦伤轮对，但仍可以使用自动制动阀对列车施行空气制动。

### 控制系统
ND5型机车设有完善的电子控制系统，主要由恒功率励磁控制系统（Constant Horsepower Excitation Control，CHEC）、“警哨”粘着控制系统（Sentry adhesion control system）所组成。CHEC系统由通用电气公司于1974年推出，是一个完全独立于牵引发电机以外的电子调节系统，用来实现牵引发电机的恒功率控制，其基本原理是由一个电压测量电抗器（VCR）与一个电流测量电抗器（ACCR），检测牵引发电机的输出电压与电流，然后馈入一个乘法器将两个信号相乘得出对应牵引发电机输出功率的信号电压，再将这个信号电压与对应于某个司机操纵手柄位置下的基准电压进行比较。当发电机功率与规定的恒功率值不符时就产生了偏差信号电压，然后通过脉宽调制器和晶体管斩波器去控制励磁机的励磁电流，从而改变牵引发电机的功率。除此之外，CHEC系统还包括了电阻制动状态下的调节功能，其电路原理和牵引状态下相似，给定信号变成了对应于某个电阻制动级位下的制动电流和励磁电流，利用检测信号和给定信号经运算放大器比较后的输出信号来控制晶体管斩波器，以此控制牵引电动机的励磁电流和制动电流。“警哨”粘着控制系统是通过检测机车轮对的速度、速度差及加速度，从而判断轮对是否发生空转或滑行，并根据空转或滑行的程度自动采取相应的粘着修正措施，包括撤砂、比例降功率、部分降功率、切除励磁这四种方式，由于它能像哨兵一样监控和改善轮轨粘着状况而得名。
与通用电气Dash 7系列、易安迪Dash 2系列柴油机车一样，ND5型柴油机车也是1970年代柴油机车电子控制系统的典型代表。控制系统大量采用由集成电路和运算放大器组成的模拟电子电路和逻辑门电路，CHEC系统和“警哨”系统的所有电子元件都分别装30块电路板插件上。CHEC系统不仅能够快速且准确地使牵引发电机达到恒功率状态，从而改善恒功率控制系统的静态和动态特性，系统还引入了多种调整修正信号和反馈信号，使得系统对各种复杂多变情况都能迅速作出反应，从而最大程度上发挥其牵引力。

### 转向架

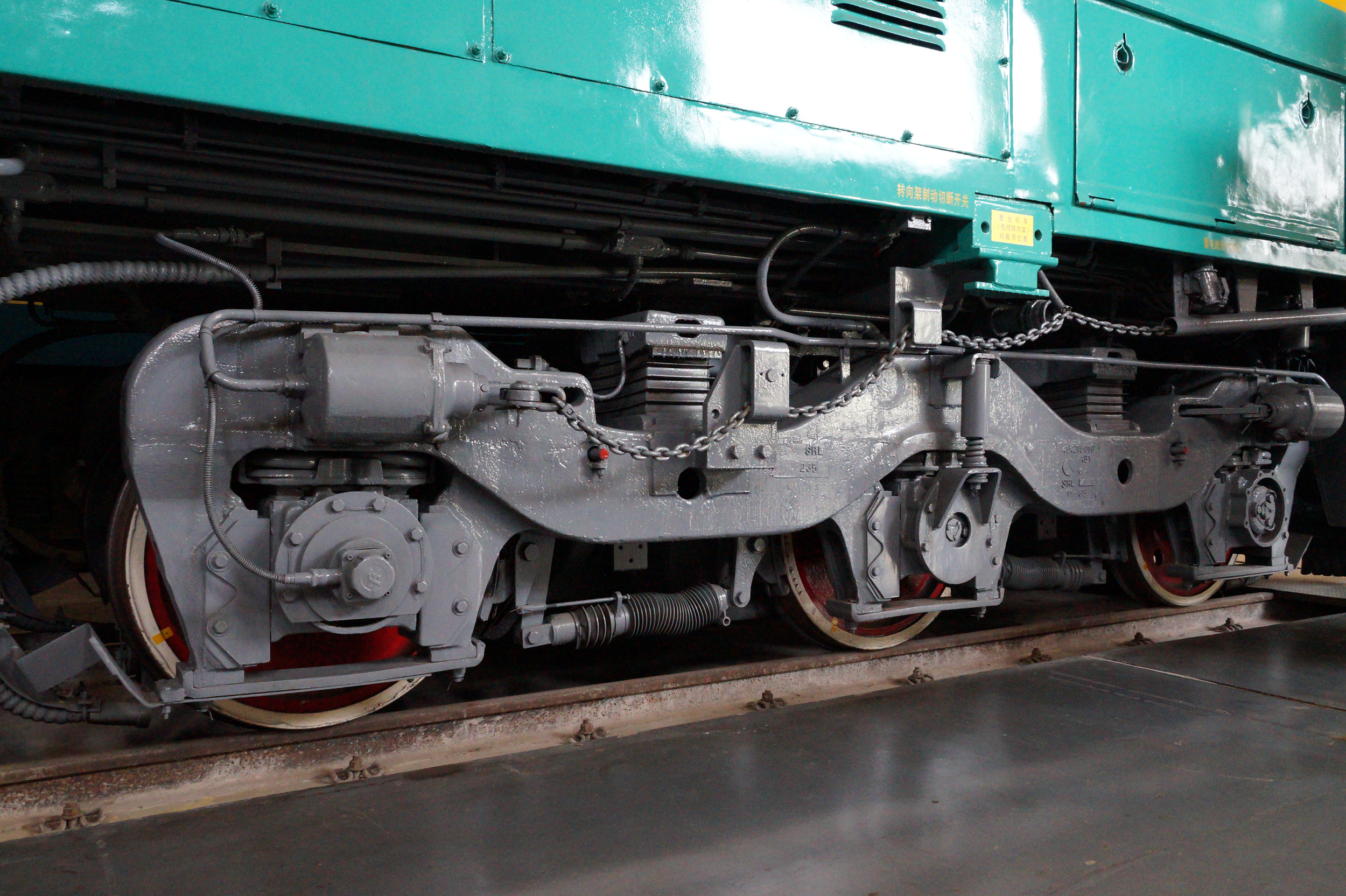
FB-3型三轴浮动摇枕转向架

ND5型机车的轴式为Co-Co，走行部为两台相同的FB-3型三轴浮动摇枕转向架（3-axle Floating Bolster Truck）。通用电气FB-3型转向架于1966年在U28C型柴油机车上首次采用，以后被广泛应用于通用电气通用系列、Dash 7系列、Dash 8系列柴油机车。转向架构架采用整体铸钢结构，相对焊接构架来说铸钢构架虽然较为笨重，但结构强度更高且简单可靠。轴箱采用传统的导框式定位装置和铁姆肯（Timken）双列圆锥滚子轴承。车体底架通过24英寸大直径心盘与摇枕刚性连接，摇枕通过四个橡胶堆坐落在转向架构架上，使摇枕相对于构架是浮动的。这个承载式心盘除了承受机车重量的垂直载荷外，还传递车体和摇枕之间水平方向的牵引力和制动力；而摇枕和构架之间的牵引力和制动力，则通过构架横梁和摇枕上的牵引座来传递。弹簧悬挂装置分为一系和二系悬挂两部分，一系悬挂为轴箱与构架之间的轴箱圆弹簧组，位于轴箱体上方构架侧梁箱形断面内，每个转向架并装有两个摩擦式垂向减震器；二系悬挂为转向架构架与浮动摇枕之间的四个橡胶堆旁承，在垂直和横向方向都能产生弹性位移；悬挂装置的弹簧总静挠度为129.82毫米。
牵引电动机采用轴悬式驱动方式（滑动抱轴承式半悬挂）和单边齿轮传动，牵引电动机的一侧通过抱轴瓦刚性地支承在车轴上，另一侧通过橡胶元件和拉杆悬挂在转向架构架上，齿轮传动比为82：21。牵引电动机为两顺一逆方式布置，缺点是粘着重量利用率较低，机车正向运行时粘着重量利用率可达83.6%，但反向运行时粘着重量利用率只有68.6%。ND5型机车采用26-L型空气制动机，基础制动方式为单侧杠杆踏面制动，每台转向架的构架侧梁设有四个9英寸直径制动缸，并通过杠杆机构使闸瓦抱轮产生制动作用，采用耐磨塑料合成闸瓦，并设有闸瓦间隙调整器。

## 重大事故
- 1988年6月某日，上海铁路局南京东机务段的ND5型0269号、0272号机车，在蚌埠机务段进行出库检查并准备按计划重联牵引，0272号机车按出库顺序检查完毕后向前行驶，以便让后面的0269号机车到地沟进行车底检查，但0269号机车乘务员误以为0272号机车正在出库，司机在匆忙中简单检查机车后，未发现闸缸塞门处于关闭状态（闸缸塞门关闭时制动缸无风压），便赶快开车并准备与0272号机车挂车。当0269号机车接近0272号机车时，司机准备停车时才发现制动失效，并撞上了前面的0272号机车，导致0272号机车底架大梁被撞弯，0269号机车车钩牵引装置损坏。
- 1990年1月30日，沈阳铁路局瓦房店机务段的ND5型0401号机车，行驶至沈大铁路二十里台至三十里堡之间，与大连机务段的ND5型0390号机车相撞，构成铁路行车险性事故[25]。
- 1990年10月4日凌晨，北京铁路局丰台机务段的ND5型0158号机车，牵引内湖云16次列车经由大秦铁路运行。0时31分，列车从云南站开车。0时35分，房子村站值班员办理内湖云14次列车的闭塞之后，未准备进路和开放信号，便与助理值班员一起打盹睡觉。0时46分，内湖云14次列车行至房子村站外停车。随后，小站线路所联系房子村站值班员办理内湖云16次列车的闭塞，但刚睡醒的值班员忘记自己未开放信号，以为内湖云14次列车已经通过，误认为闭塞区间占有指示灯是因设备故障而显示红灯，在未请示列车调度员和确认区间空闲的状情况下，擅自使用闭塞故障按钮解锁，办理了内湖云16次列车的闭塞，导致两列列车进入同一区间。凌晨1时，内湖云16次列车在大秦线K7+400处与内湖云14次发生追尾冲突，造成内湖云16次的机车及机后1~3位车辆颠覆，第4、9、14、15、18、19、20位车辆脱轨；内湖云14次尾前第1、2位车辆颠覆，第8、12、16、18、24、25位车辆脱轨；两名司机受轻伤，ND5型0158号机车报废，货车报废24辆、大破16辆、中破3辆、小破4辆，构成列车追尾重大事故[26]。
- 1993年4月30日清晨，沈阳铁路局大连铁路分局大连机务段的ND5型0301号机车，牵引044次货物列车运行至沈大铁路分水至大石桥间K243+350M处一个无人看守道口，以65公里/小时的速度运行至该道口前鸣笛示警，因当时大雾，列车至距道口20米左右时，司机才发现公路上有一辆依卡路斯大客车突然驶上道口，机车立即采取紧急制动，但制动不及与客车直接相撞，造成车内75人当场死亡29人，抢救无效死亡6人，重伤7人，轻伤29人[27]。
- 1993年7月6日下午4时52分，上海铁路局南京东机务段的ND5型0285号机车，牵引1415次货物列车（编组59辆，总重4582吨）经由津浦铁路下行线运行。当列车运行至连城至新马桥间K805+314M处（新马桥站进站信号机外）时，机后第55～59位车辆脱轨，列车脱轨后继续走行了354米，第56位车辆脱轨颠覆后侵入上行线，与迎面而来的7384次货物列车的第2位机车碰撞。事故造成货车报废1辆、大破2辆、中破2辆，中断津浦铁路上行线2小时33分钟、下行线19小时26分钟。事故原因为蚌埠线桥大修段在进行线路清筛作业后未按规定进行保养导致轨道变形。
- 2001年4月7日上午7时许，上海铁路局南京东机务段的ND5型0067号机车开52177次单机经由青阜铁路运行，当行至亳州市涡阳县青町镇集北头有人看守的平交道口时，与一辆载有30人的聊城牌客车相撞，事故造成车上6人死亡、21人受伤[28]。
- 2002年8月3日下午，在上海铁路局蚌埠铁路分局津浦铁路乌衣至担子间，41098次货物列车于下午1时06分到达担子站四道（下坡道）停车后，由于其中19辆停留车未采取防溜措施，导致在进行调车作业时停留车列向后溜逸，挤坏道岔并进入上行线南京方向区间，下午1时27分与在区间停车的30010次列车正面相撞，造成30010次列车本务机车（南京东机务段的ND5型0032号机车）小破，列车机后3辆敞车脱轨，中断京沪铁路行车3小时33分[29]。
- 2003年3月4日上午11时38分，济南铁路局济南西机务段的ND5型0261号机车牵引21021次货物列车到达徐州北站下行到达场4道，机车解挂后司机和学习司机两人既没有确认调车信号，又未执行呼唤应答制度，司机盲目开车导致机车挤上道岔，发现道岔方向不对后又盲目后退，造成前转向架第一、二轮对脱线，构成调车脱轨一般事故。
- 2004年3月23日，南京电务段的几名信号工在津浦铁路永宁镇站附近作业时，发现一副道岔的密贴尖轨外侧锁钩有松动，在没有联系站点与不知前方即将有列车通过的情况下盲目摇动道岔并安装铁片，导致道岔斥离尖轨开程变小，道岔处于四开状态，此时上行方向23054次货运列车（由南京东机务段的ND5型0274号机车牵引）快速接近，工人发现来车时已经来不及全部复位处于四开状态的道岔。此次事故造成机车及机后第1至第5，第7至第10位车辆脱轨，第6位车辆颠覆，机后1至7位侵入下行线，本务机车小破，货车报废三辆，大破三辆，中破四辆，损坏道岔尖轨一组，水泥枕木一百六十根，构成货物列车脱轨颠覆行车重大事故[30]。
- 2008年7月31日晚上11时40分，上海铁路局阜阳机务段的ND5型0270号机车，牵引10666次货物列车经由京九铁路上行线运行，当列车行驶至济南铁路局管内梁山站进站信号机前时，机车第二位轮对齿轮箱下罩体（1.26×0.18×0.42米）突然脱落，司机听到机车走行部有异音后，未按规定即时停车检查，而是要求继续运行到前方站停车检查；晚上11时43分，10666次列车进入梁山站二道停车。事故原因是齿轮箱下罩体的国产固定螺栓品质不良（浙江省嵊州市中仁紧固件有限公司产品），该批次螺栓的淬火工艺及力学性能低于原装进口螺栓；阜阳机务段于7月25日发现该机车齿轮箱前端固定螺栓折断并进行更换，但忽视了国产替代螺栓质量差异以及可能带来的安全隐患，导致机车行驶途中齿轮箱下罩体的三条固定螺栓和四条合口螺栓全部折断或脱落，构成机车部件脱落责任一般C类铁路交通事故，定浙江省嵊州市中仁紧固件有限公司和阜阳机务段负主要责任。
- 2012年2月21日下午，上海铁路局合肥机务段阜阳运用车间的东风4C型5155号机车，计划担当41091次货物列车牵引任务。下午2时44分在辅修库整备线接车，开始进行整备作业。下午3时03分，学习司机在动力室内进行电器动作试验。下午3时06分，司机一人在Ⅱ端司机室起机。下午3时07分，学习司机在启机状态下做柴油机升降速电器动作试验，此时，司机在Ⅱ端司机室缓解机车自阀，准备做制动机试验时，机车发生移动并与前方停留的ND5型0332号机车相撞，构成调车冲突一般D1类事故。ND5型0332机车因大梁严重变形而报废。

## 机车保存
- ND5型0001号机车，曾配属于上海铁路局南京东机务段，于2013年退役后，保存于上海铁路局南翔大功率机车检修基地作静态展示。
- ND5型0044号机车，曾配属于沈阳铁路局大连机务段，退役后保存于沈阳铁路陈列馆作静态展示，编号改为ND5-0016。
- ND5型0049号机车，曾配属于沈阳铁路局大连机务段和苏家屯机务段，于2012年退役后保存于中国铁道博物馆作静态展示。
- ND5型0058号机车，配属于上海铁路局南京东机务段，于2019年7月退役后编号改为ND5-0128，保存于南京东机务段办公楼院内作静态展示。
- ND5型0085号机车，曾配属于上海铁路局南京东机务段，退役后保存于上海铁路局杭州机务段乔司车间作静态展示。为纪念杭州机务段乔司地区于1996年建成启用，段方将该机车的编号变更为ND5-1996。
- ND5型0206号机车，曾配属于上海铁路局南京东机务段，于2018年5月退役后被运送至济南西机务段保存作静态展示，用于其铁路文化建设工作。
- ND5型0227号机车，曾配属于上海铁路局南京东机务段，退役后编号改为ND5-0258，保存于上海铁路局徐州机务段徐州北车间作静态展示。
- ND5型0258号机车，曾配属于上海铁路局南京东机务段，退役后编号改为ND5-0368，保存于上海铁路局南京东机务段办公楼院内作静态展示。
- ND5型0242号机车，曾配属于济南铁路局济南西机务段，退役后保存于济南铁路局济南西机务段作静态展示，编号改为ND5-0001。
- ND5型0422号机车，曾配属于沈阳铁路局苏家屯机务段，原编号不详，于2012年退役后编号改为ND5-0422，保存于中国铁道博物馆作静态展示。

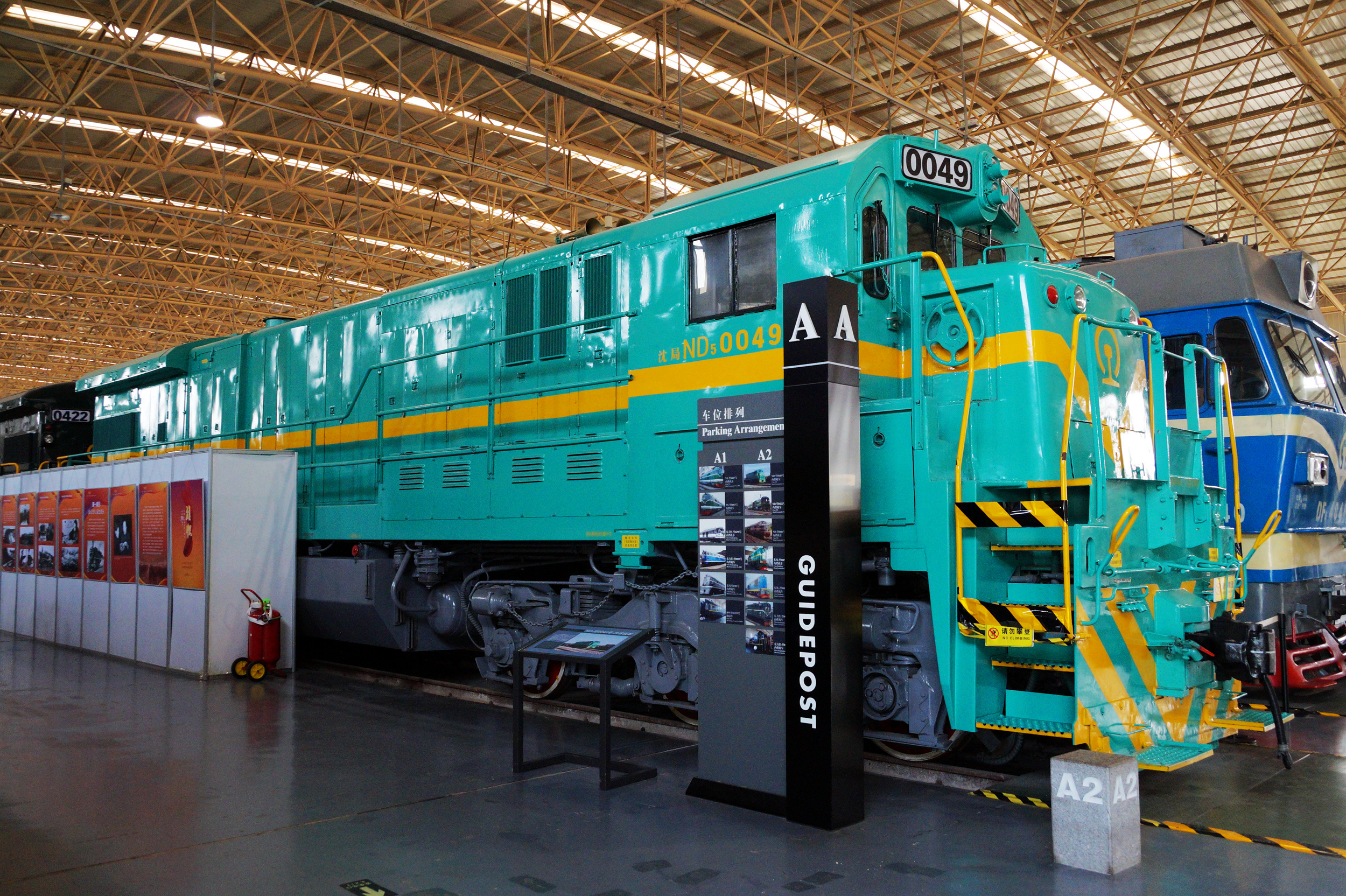
中国铁道博物馆内展示的ND5型0049号机车
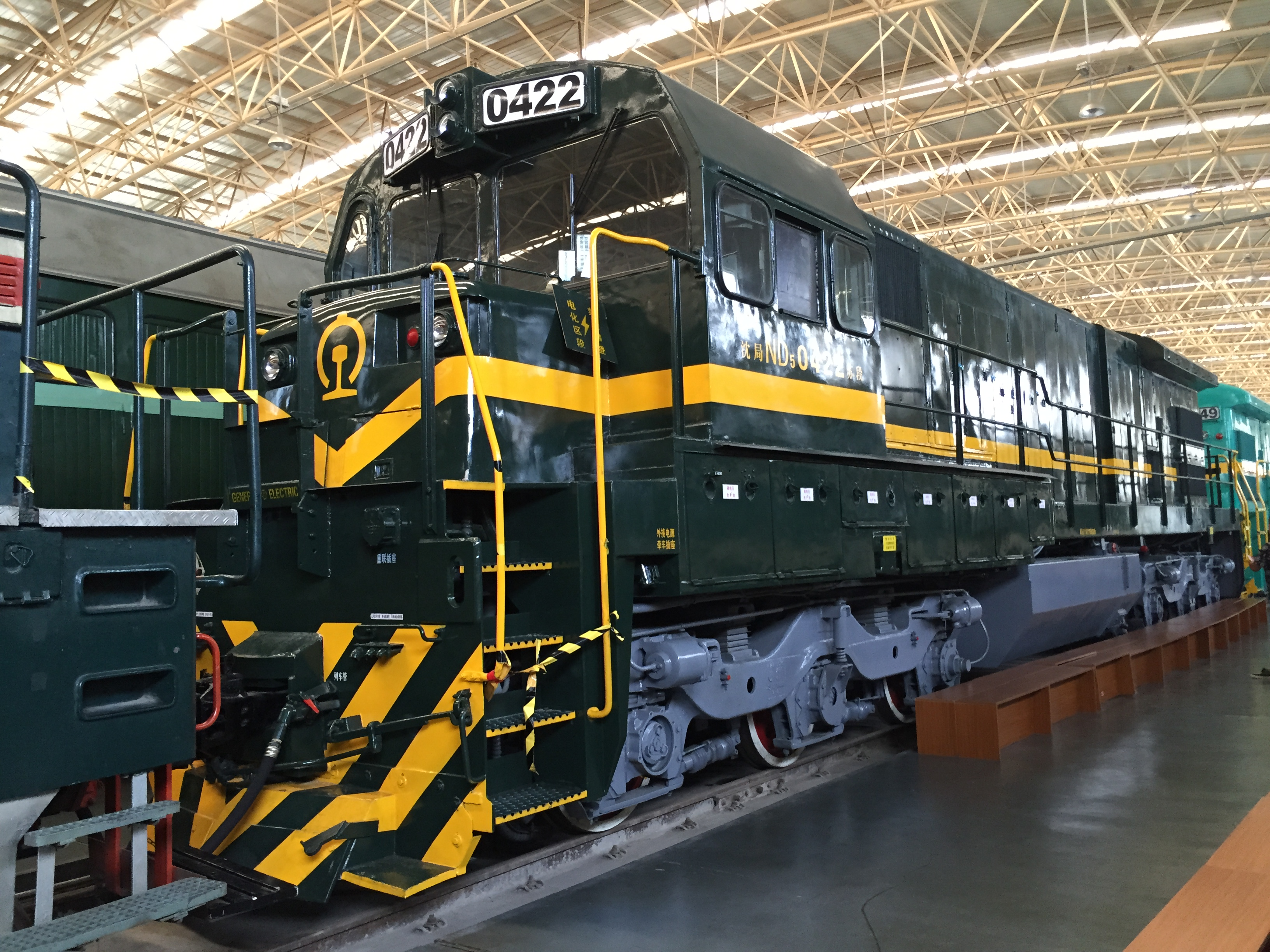
中国铁道博物馆内展示的ND5型0422号机车
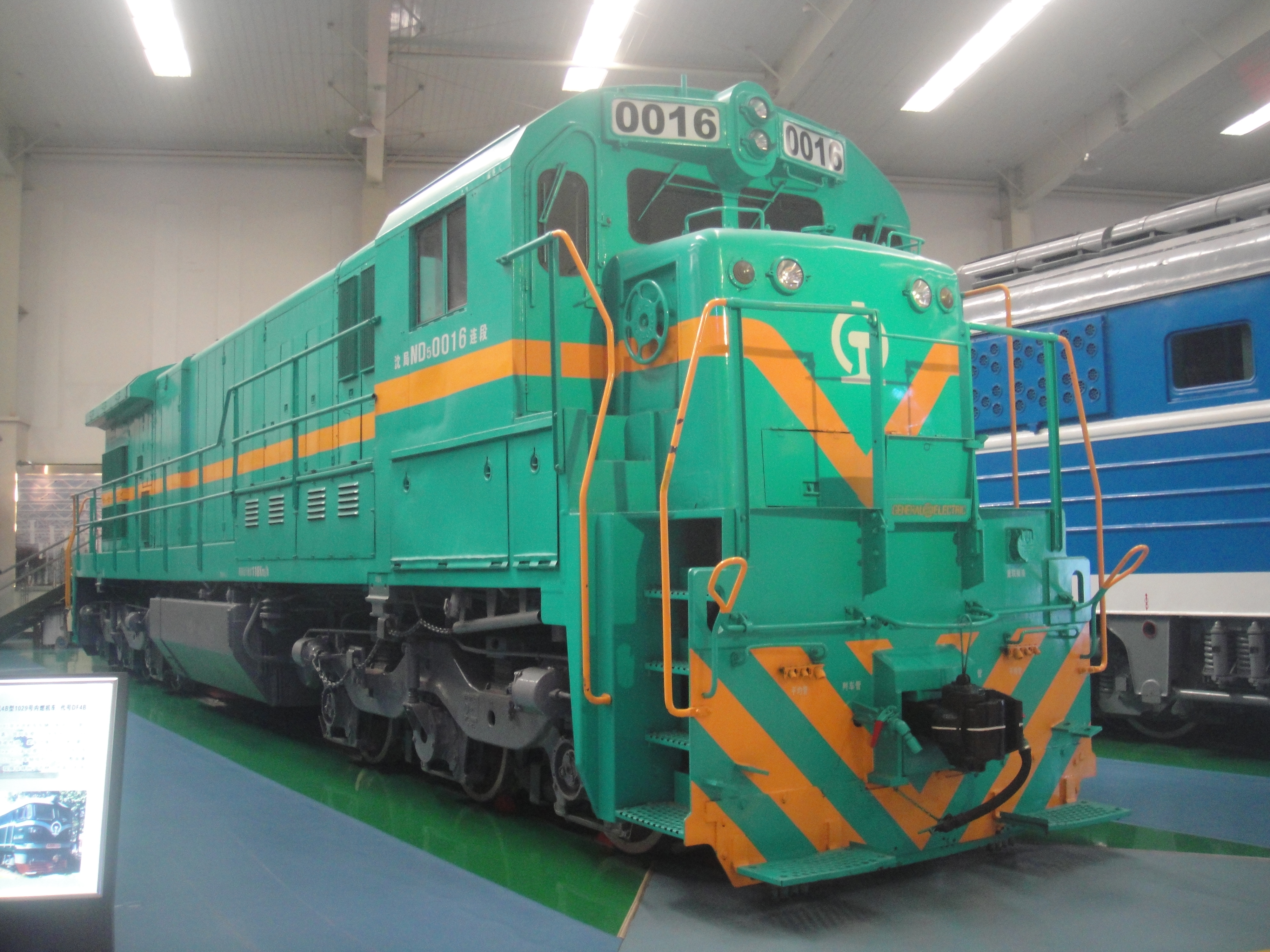
沈阳铁路陈列馆内展示的ND5型0016号机车

## 参看
- 通用电气Dash 7系列
- C36-7型柴油机车
- 东风4型柴油机车
- 东风4B型柴油机车
- 东风4C型柴油机车
- 东风6型柴油机车
- NJ2型柴油机车
- 和谐5型内燃机车

## 外观工作
在韩国制作的动画“띠띠뽀 띠띠뽀 （页面存档备份，存于）”中，将出现以对该机车的第一次批评为原型的分别名为“토니”和“슈퍼 Z”的角色，但轴的排列方式为B'o-B'o。与实际车辆有所不同的产品，例如前连接器是可伸缩的，并且省略了侧门板。